# 65590 Archeptolemos
65590 Archeptolemos este o planetă minoră (asteroid), cu un diametru de 20,267 km, din Asteroid troian al lui Jupiter. A fost descoperită pe 17 octombrie 1977 la Observatorul Palomar de Cornelis Johannes van Houten. 
Obiectul prezintă o orbită caracterizată de o semiaxă mare de 5,1989660869521 UAi, o excentricitate de 0,03, o înclinație de 8 ° în raport cu ecliptica.